# Edward Arnold
Edward Arnold, all'anagrafe Gunther Edward Arnold Schneider (New York, 18 febbraio 1890 – Encino, 26 aprile 1956), è stato un attore statunitense.

## Biografia
Nacque nel Lower East Side di New York, figlio di Carl Schneider ed Elisabetta Ohse, una coppia di immigrati tedeschi. Nel 1907 fece il suo debutto professionale sul palcoscenico con Ethel Barrymore in Dream of a Summer Night. Trovò un lavoro come attore cinematografico alla Essanay Studios e alla World Studios, prima di recitare nel 1916 in The Misleading Lady.
Nel 1919 lasciò temporaneamente la professione per riprenderla nel 1932, quando apparve in La scomparsa di miss Drake (1932) e l'anno successivo La prima notte in tre (1933).
Durante la sua carriera, Arnold apparve in 150 film, specializzandosi in ruoli di caratterista. Tra i più importanti sono da ricordare i ruoli in L'uomo dei diamanti (1935) e Il romanzo di Lillian Russell (1940).
Dal 1940 al 1942 fu presidente della Screen Actors Guild. Si sposò tre volte: dal primo matrimonio con Harriet Marshall (1917-1927) ebbe tre figli, Elizabeth, Jane e William. La seconda moglie fu Olive Emerson (1929-1948) e la terza Cleo McLain (1951-1956). Arnold morì nel 1956 nella sua residenza ad Encino, in California.

## Filmografia parziale

### Cinema
- Marooned, regia di E.H. Calvert - cortometraggio (1916)
- The Misleading Lady, regia di Arthur Berthelet (1916)
- The White Alley, regia di Harry Beaumont - cortometraggio (1916)
- The Strange Case of Mary Page, regia di J. Charles Haydon - serial (1916)
- The Primitive Strain, regia di Arthur Berthelet - cortometraggio (1916)
- Vultures of Society, regia di Arthur Berthelet e E.H. Calvert (1916)
- The Despoiler - cortometraggio (1916)
- I Will Repay - cortometraggio (1916)
- The Last Adventure, regia di E.H. Calvert - cortometraggio (1916)
- The Danger Line, regia di Charles Ashley - cortometraggio (1916)
- A Return to Youth and Trouble - cortometraggio (1916)
- The Heart of Virginia Keep, regia di Richard Foster Baker - cortometraggio (1916)
- His Moral Code, regia di E.H. Calvert - cortometraggio (1916)
- The Lighted Lamp - cortometraggio (1917)
- Phil-for-Short, regia di Oscar Apfel (1919)
- The Cost, regia di Harley Knoles (1920)
- L'uomo che prende gli schiaffi (He Who Gets Slapped), regia di Victor Sjöström (1924)
- Afraid to Talk, regia di Edward L. Cahn (1932)
- Three on a Match, regia di Mervyn LeRoy (1932)
- La scomparsa di miss Drake (Okay America!), regia di Tay Garnett (1932)
- La suora bianca (The White Sister), regia (non accreditato) di Victor Fleming (1933)
- Jennie (Jennie Gerhardt), regia di Marion Gering (1933)
- Una notte al Cairo (The Barbarian), regia di Sam Wood (1933)
- Non sono un angelo (I'm No Angel), regia di Wesley Ruggles (1933)
- Il museo degli scandali (Roman Scandals), regia di Frank Tuttle (1933)
- Thirty Day Princess, regia di Marion Gering (1934)
- Il rifugio (Hide-Out), regia di W. S. Van Dyke (1934)
- The President Vanishes, regia di William A. Wellman (1934)
- Sadie McKee, regia di Clarence Brown (1934)
- Una notte d'oblio (Remember Last Night?), regia di James Whale (1935)
- La chiave di vetro (The Glass Key), regia di Frank Tuttle (1935)
- Ho ucciso! (Crime and Punishment), regia di Josef von Sternberg (1935)
- L'uomo dai diamanti (Diamond Jim), regia di A. Edward Sutherland (1935)
- Il cardinale Richelieu (Cardinal Richelieu), regia di Rowland V. Lee (1935)
- Ambizione (Come and Get It), regia di Howard Hawks e Richard Rosson (1936)
- L'ebbrezza dell'oro (Sutter's Gold), regia di James Cruze (1936)
- Meet Nero Wolfe, regia di Herbert J. Biberman (1936)
- Un colpo di fortuna (Easy Living), regia di Mitchell Leisen (1937)
- Alla conquista dei dollari (The Toast of New York), regia di Rowland V. Lee (1937)
- L'eterna illusione (You Can't Take It with You), regia di Frank Capra (1938)
- Spregiudicati (Idiot's Delight), regia di Clarence Brown (1939)
- Mr. Smith va a Washington (Mr. Smith Goes to Washington), regia di Frank Capra (1939)
- Il grande nemico (Let Freedom Ring), regia di Jack Conway (1939)
- L'assassino è in casa (Slightly Honorable), regia di Tay Garnett (1939)
- Il prigioniero (Johnny Apollo), regia di Henry Hathaway (1940)
- L'oro del demonio (All That Money Can Buy), regia di William Dieterle (1941)
- Arriva John Doe (Meet John Doe), regia di Frank Capra (1941)
- La ribelle del West (The Lady from Cheyenne), regia di Frank Lloyd (1941)
- Sorvegliato speciale (Johnny Eager), regia di Mervyn LeRoy (1941)
- Scandalo premeditato (Design for Scandal), regia di Norman Taurog (1941)
- Occhi nella notte (Eyes in the Night), regia di Fred Zinnemann (1942)
- Kismet, regia di William Dieterle (1944)
- La signora Parkington (Mrs. Parkington), regia di Tay Garnett (1944)
- Tutto esaurito (Standing Room Only), regia di Sidney Lanfield (1944)
- Ziegfeld Follies, regia di Lemuel Ayers e Roy Del Ruth (1945)
- Sessanta lettere d'amore (Dear Ruth), regia di William D. Russell (1947)
- I trafficanti (The Hucksters), regia di Jack Conway (1947)
- The Hidden Eye, regia di Richard Whorf (1945)
- Mamma non ti sposare (Three Daring Daughters), regia di Fred McLeod Wilcox (1948)
- Suprema decisione (Command Decision), regia di Sam Wood (1948)
- La legge del cuore (Big City), regia di Norman Taurog (1948)
- Facciamo il tifo insieme (Take Me Out to the Ballgame), regia di Busby Berkeley (1949)
- Abbasso mio marito (Dear Wife), regia di Richard Haydn (1949)
- L'autista pazzo (The Yellow Cab Man), regia di Jack Donohue (1950)
- Anna prendi il fucile (Annie Get Your Gun), regia di George Sidney (1950)
- A.A. Criminale cercasi (Dear Brat), regia di William A. Seiter (1951)
- Ragazze alla finestra (Belles on Their Toes), regia di Henry Levin (1952)
- La città che non dorme (City That Never Sleeps), regia di John H. Auer (1953)
- Più vivo che morto (Living It Up), regia di Norman Taurog (1954)
- Man of Conflict, regia di Hal R. Makelim (1954)
- La figlia dell'ambasciatore (The Ambassador's Daughter), regia di Norman Krasna (1956)
- I banditi del petrolio (The Houston Story), regia di William Castle (1956)
- Miami Expose, regia di Fred F. Sears (1956)

### Televisione
- General Electric Theater – serie TV, episodi 2x05-2x14 (1953-1954)
- Climax! – serie TV, episodi 1x17-1x38 (1955)
- The Eddie Cantor Comedy Theater – serie TV, episodio 1x39 (1955)
- Celebrity Playhouse – serie TV, episodio 1x37 (1956)

### Apparizioni in film e documentari
- Some of the Best: Twenty-Five Years of Motion Picture Leadership documentario (1949)

## Doppiatori italiani
- Mario Besesti in Ambizione, L'eterna illusione, Mr. Smith va a Washington, Arriva John Doe, Sorvegliato speciale, Tutto esaurito, La signora Parkington, Grand hotel Astoria, Sessanta lettere d'amore, I trafficanti, Suprema decisione, Abbasso mio marito, L'autista pazzo, Ragazze alla finestra, La città che non dorme
- Carlo Romano in Anna prendi il fucile
- Luigi Pavese in La figlia dell'ambasciatore
- Bruno Alessandro in Ambizione (ridoppiaggio)
- Renato Mori in Suprema decisione (ridoppiaggio)
- Michele Gammino in Mr. Smith va a Washington (ridoppiaggio)
- Gil Baroni in Arriva John Doe (ridoppiaggio)